# In Orbit
In Orbit – drugi album szwedzkiej wokalistki September, wydany 26 października 2005. Został wydany przez nową wytwórnię Catchy Tunes.
Doszedł w Szwecji do 17 pozycji w Swedish Album Chart. W 2006 roku In Orbit został wydany w Finlandii i doszedł do 36 pozycji w Finnish Album Chart. Największy sukces album osiągnął w Polsce, gdzie został wydany wraz z remiksami najlepszych piosenek, teledyskami i galerią zdjęć artystki. In Orbit utrzymywało się przez trzy miesiące w pierwszej pięćdziesiątce najlepiej sprzedawanych albumów w Polsce i doszedł do 10 pozycji. Sprzedał się w ponad 10,000 egzemplarzy i 17 października 2007 uzyskał status złotej płyty.
Album ten został wydany również w Niemczech, Włoszech, Francji, Wielkiej Brytanii, Chinach i Japonii. 5 piosenek z In Orbit weszło w skład amerykańskiego albumu September o nazwie "September".
W marcu 2008 roku album pojawił się na angielskim i amerykańskim iTunes, ale po kilku dniach go stamtąd usunięto.

## Lista utworów
Wszystkie piosenki wyprodukowany i zmiksowane przez Jonasa von der Burga, a napisane przez Jonasa von der Burga, Anoo Bhagavana i Niklasa von der Burga oprócz "Looking for Love", które zostało napisane przez Stephena Elsona i Dave’a Stephensona oraz "Midnight Heartache", które zostało napisane przez Jonasa von der Burga, Anoo Bhagavana, Niklasa von der Burga, Donna Weissa i Jackie de Shannona.
| #      | Tytuł                              | Czas |
| ------ | ---------------------------------- | ---- |
| 1      | Prelude                            | 0:28 |
| 2      | Cry for You                        | 3:55 |
| 3      | Looking for Love                   | 3:24 |
| 4      | Satellites                         | 3:16 |
| 5      | Flowers on the Grave               | 4:18 |
| 6      | It Doesn’t Matter                  | 3:45 |
| 7      | Sacrifice                          | 3:58 |
| 8      | Good Times                         | 3:41 |
| 9      | Midnight Heartache                 | 3:47 |
| 10     | Sound Memory                       | 3:51 |
| 11     | End of the Rainbow                 | 3:40 |
| 12     | Satellites (live acoustic version) | 3:03 |
| Videos |                                    |      |
| 1      | Satellites                         | 3:17 |
| 2      | Looking for love                   | 3:27 |

## Lista utworów Limited Edition
| CD  | CD                                  | CD   | CD |
| #   | Tytuł                               | Czas |    |
| --- | ----------------------------------- | ---- | -- |
| 1   | Prelude                             | 0:28 |    |
| 2   | Cry for You (single edit)           | 3:31 |    |
| 3   | Looking for Love                    | 3:24 |    |
| 4   | Satellites                          | 3:16 |    |
| 5   | Flowers on the Grave                | 4:18 |    |
| 6   | It Doesn’t Matter                   | 3:45 |    |
| 7   | Sacrifice                           | 3:58 |    |
| 8   | Good Times                          | 3:41 |    |
| 9   | Midnight Heartache                  | 3:47 |    |
| 10  | Sound Memory                        | 3:51 |    |
| 11  | End of the Rainbow                  | 3:40 |    |
| 12  | Satellites (live acoustic version)  | 3:03 |    |
| 13  | Cry for You                         | 3:55 |    |
| 14  | Looking for Love (funky bomb remix) | 3:46 |    |
| 15  | Satellites (electro mix)            | 3:27 |    |
| DVD |                                     |      |    |
| 1   | Cry for You                         | 3:30 |    |
| 2   | Flowers on the Grave                | 4:18 |    |
| 3   | Looking for Love                    | 3:27 |    |
| 4   | Satellites                          | 3:17 |    |
| 5   | Pictures Gallery                    | -    |    |

## Pozycje na listach przebojów, sprzedaż i certfyfikaty
| Lista               | Rok  | Najwyższa pozycja | Certyfikat | Sprzedaż |
| ------------------- | ---- | ----------------- | ---------- | -------- |
| Swedish Album Chart | 2005 | 17                | -          | -        |
| Finnish Album Chart | 2006 | 36                | -          | -        |
| Polish Album Chart  | 2007 | 10                | Złoto      | 10,000+  |

## Nagrody
| Rok  | Nagroda           | kategoria                                               | Wynik       |
| ---- | ----------------- | ------------------------------------------------------- | ----------- |
| 2006 | NJR Music Awards  | International Song of the Year (za piosenkę Satellites) | Nominacja   |
| 2007 | Eska Music Awards | Hit of the Year - Świat (za piosenkę Satellites)        | Wygrana     |
| 2007 | Sopot Festiwal    | Bursztynowy Słowik (za piosenkę Cry for You)            | II miejsce  |
| 2007 | Sopot Festiwal    | Słowik Publiczności (za piosenkę Cry for You)           | III miejsce |